# Sveti Bonifacije
Sveti Bonifacije (lat. Bonifacius; 675. – 5. lipnja 754.), apostol Nijemaca, rođen kao Winfrid, Wynfrith ili Wynfryth u kraljevstvu Wessex bio je misionar koji je širio kršćanstvo u Franačkom Kraljevstvu tijekom 8. stoljeća.
Bio je prvi nadbiskup Mainza, a danas se slavi kao zaštitnik Njemačke. U godini 755. ubijen je u Frieslandu zajedno s još 52 osobe. Njegovi posmrtni ostaci kasnije su preneseni u Fuldu, gdje je njegov sarkofag postao mjesto hodočašća. Bonifacijev život i smrt postali su tema brojnih tekstova, posebno hagiografija, među kojima se ističe Vita Bonifatii auctore Willibaldi, a iza sebe je ostavio i bogatu korespondenciju, kao i niz pravnih dokumenata.